# Nococryptus angustus
Nococryptus angustus är en kräftdjursart som beskrevs av Schultz 1977. Nococryptus angustus ingår i släktet Nococryptus, ordningen gråsuggor och tånglöss, klassen storkräftor, fylumet leddjur och riket djur.
Artens utbredningsområde är Södra Ishavet. Inga underarter finns listade i Catalogue of Life.